# J. K. Rowling
Joanne Rowling OBE • FRSL (AFI: [dʒoʊæn_roʊlɪŋ]; Yate, 31 de julho de 1965), mais conhecida como J. K. Rowling, é uma escritora, roteirista e produtora cinematográfica britânica, notória por escrever a série de livros Harry Potter. Os livros ganharam uma popularidade mundial, recebendo múltiplos prêmios e vendendo mais de 600 milhões de cópias, o que a tornou a série literária mais vendida da história. A Warner Bros. adaptou os livros para o cinema, fazendo com que os filmes entrassem na lista de filmes de maior bilheteria. Rowling já escreveu vários livros para o público adulto, Morte Súbita (2012), e sob o pseudônimo de Robert Galbraith: O Chamado do Cuco (2013), um dentre outros na série Cormoran Strike, de ficção policial.
Nascida em Yate, na Inglaterra, Rowling teve a ideia de escrever a série enquanto estava num trem indo de Manchester para Londres, em 1990. Em um período de sete anos, Rowling vivenciou a morte de sua mãe, o nascimento de sua primeira filha, seu divórcio com seu primeiro marido e uma crise financeira pessoal até que, em 1997, finalizou o primeiro dos sete livros da série, Harry Potter e a Pedra Filosofal e o último, Harry Potter e as Relíquias da Morte, em 2007.
Depois do sucesso de Harry Potter, Rowling se reergueu financeiramente e foi da pobreza a uma riqueza multimilionária em cinco anos. É a autora britânica com o maior número de vendas, chegando a mais de 238 milhões de libras em livros vendidos. A Lista dos Ricos do Jornal Sunday Times de 2016 estimou a fortuna de Rowling em 500 milhões de libras, classificando-a como a 197ª pessoa mais rica do Reino Unido. Em 2007, a revista Time nomeou-a como Pessoa do Ano, ressaltando a inspiração social, moral e política que ela deu a seus fãs. Em outubro de 2010, Rowling foi nomeada a "Mulher Mais Influente da Grã-Bretanha" pelos principais editores de revista e, no mesmo ano, foi classificada como a 40ª pessoa mais poderosa pela revista Forbes. Ela apoia diversas instituições de caridade, tais como a Comic Relief, a One Parent Families, a Multiple Sclerosis Society of Great Britain e a Lumos (criada pela própria).
A partir de 2019, Rowling se inseriu publicamente no debate sobre os direitos civis das pessoas transgênero no Reino Unido. No dia 10 de junho de 2020, ela publicou um artigo em seu website descrevendo sua posição, que foi descrita como transfóbica. Desde então, a autora enfrenta controvérsias relacionadas ao tema com frequência.

## Nome
Embora escreva, geralmente, sob o nome de J. K. Rowling, seu nome verdadeiro é Joanne Rowling. Antes da publicação do primeiro romance, a editora Bloomsbury temia que garotos não se interessassem por um livro escrito por uma mulher, então seus editores pediram que ela utilizasse duas iniciais e seu sobrenome. Como não tinha nome do meio, escolheu a letra K como a segunda inicial de sua pseudônimo, em homenagem a sua avó paterna Kathleen. Rowling gosta de ser chamada de Jo. Depois de seu segundo casamento, a escritora passou a usar, em algumas ocasiões, o nome Joanne Murray para assuntos pessoais. Durante o Leveson Inquiry, ela prestou depoimento sob o nome de Joanne Kathleen Rowling e seu nome na lista do Who's Who se encontra como Joanne Kathleen Rowling.

## Biografia

### Nascimento e familia

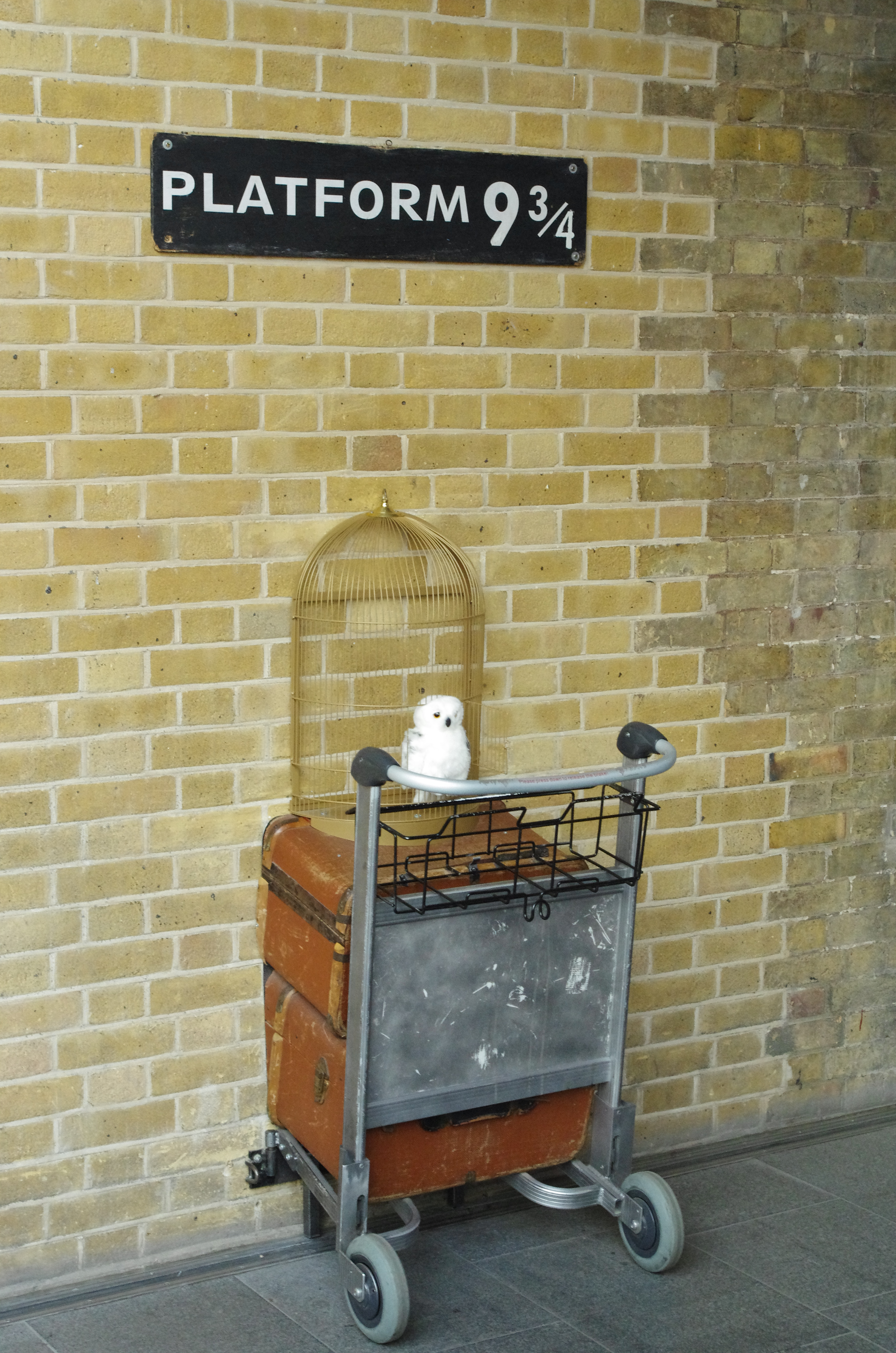
Os pais de Rowling se conheceram em um trem da Estação de King's Cross. Depois que Rowling usou King's Cross como um portal para o Mundo Mágico, a estação se tornou uma atração turística popular.

Rowling nasceu de Peter James Rowling, um engenheiro aeronáutico da Rolls-Royce, e Anne Rowling, uma técnica de ciência, no dia 31 de julho de 1965 em Yate, Gloucestershire, Inglaterra. Seus pais se conheceram em um trem que partiu da Estação de King's Cross para Arbroath em 1964. Casaram em 14 de março de 1965. Um de seus bisavôs maternos, Dugald Campbell, era escocês, nascido em Lamlash, Ilha de Arran. O avô materno de sua mãe, Louis Volant, era francês, e foi premiado com a Cruz de Guerra pela bravura que teve em defender a vila Courcelles-le-Comte durante a Primeira Guerra Mundial. Originalmente, Rowling acreditava que ele havia ganho a Legião de Honra durante a guerra, como disse quando recebeu em 2009. Ela, porém, descobriu a verdade seis anos depois, quando participou de um episódio da série britânica de genealogia Who Do You Think You Are?, onde pensou que tivesse sido outro Louis Volant que ganhou a Legião de Honra. Quando ela ouviu sobre a história de bravura e descobriu que a Cruz de Guerra era para soldados "comuns" como seu bisavô, que era garçom, declarou que a Cruz de Guerra era melhor que a Legião de Honra.

### Infância
Diane, a irmã de Rowling, nasceu em casa quando a autora tinha apenas 23 meses de idade. A família se mudou para Winterbourne, uma aldeia próxima, quando Rowling estava com quatro anos. Estudou na Escola Primária de St Michael's, fundada pelo abolicionista William Wilberforce e pela educadora Hannah More. Seu diretor na St. Michael's, Alfred Dunn, serviu como inspiração para Alvo Dumbledore, diretor de Harry Potter.

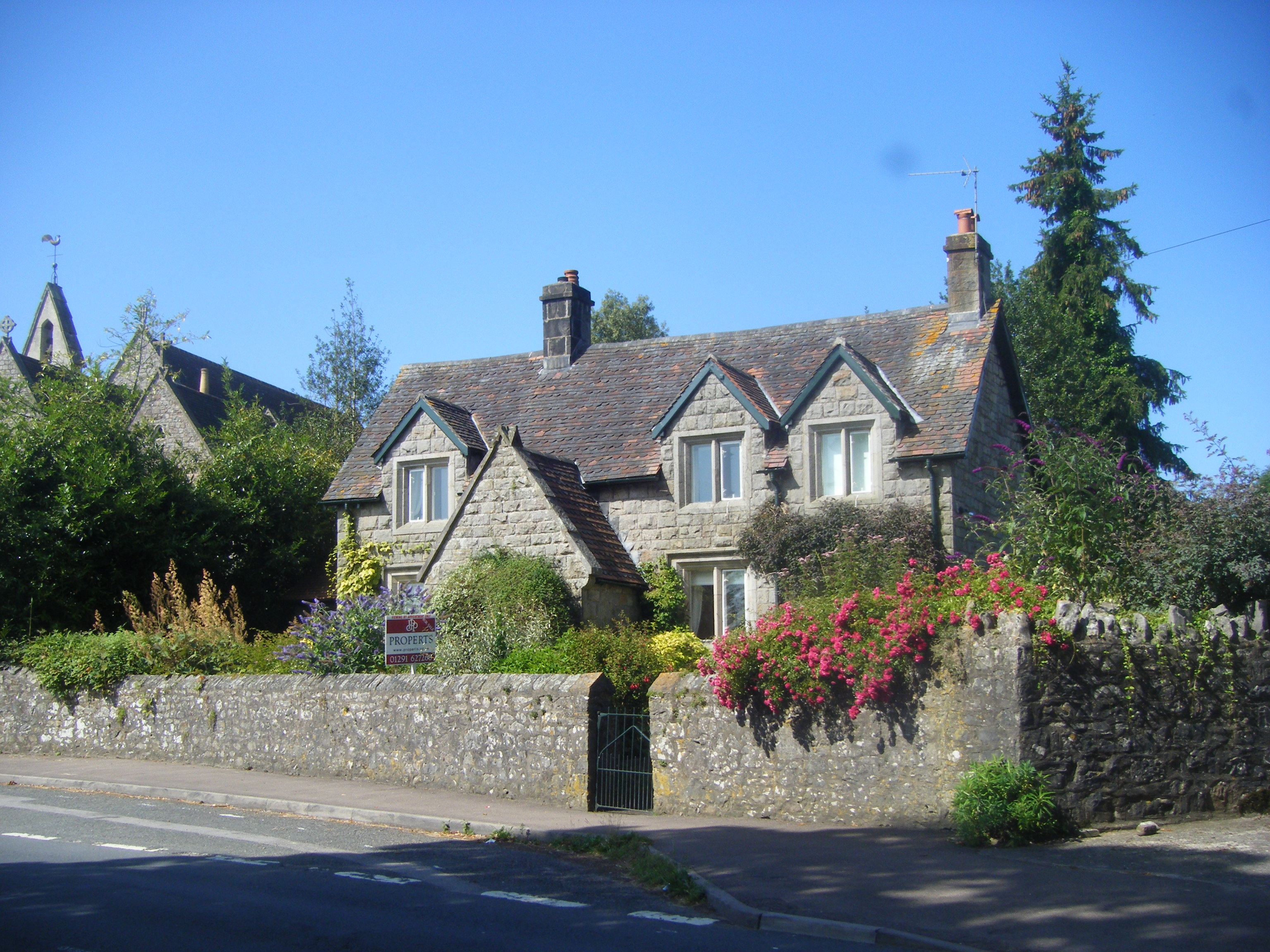
Casa de Rowling na infância, Church Cottage, Tutshill, Gloucestershire

Quando criança, Rowling escrevia histórias que lia frequentemente para sua irmã. Com nove anos, ela se mudou para Church Cottage, na pequena aldeia de Tutshill, Gloucestershire, perto de Chepstow, País de Gales. Frequentou o ensino secundário na escola Wyedean, onde sua mãe trabalhava no departamento de ciências. Quando era adolescente, sua tia-avó a deu uma cópia da autobiografia de Jessica Mitford, Hons and Rebels. Mitford se tornou a heroína e a maior inspiração de Rowling, que leu todos os seus livros.
Rowling disse que sua adolescência foi infeliz. Sua vida caseira se complicou com a doença de sua mãe e com uma relação tensa com seu pai, com quem não estava falando ultimamente. Mais tarde, Rowling revelou que escreveu Hermione Granger se baseando em si mesma na época que tinha 11 anos. Steve Eddy, que lhe ensinou inglês quando chegou em Wyedean, lembra dela como "não tão importante", mas como "uma das mais brilhantes do grupo de garotas, e muito boa em inglês". Sean Harris, seu melhor amigo no Ensino Médio, ganhou um Ford Anglia turquesa, que, segundo ela, a inspirou para a criação do carro voador da família Weasley, em Harry Potter e a Câmara Secreta. Nessa época, ela ouvia The Clash. Rowling tirou A-level em Inglês, Francês e Alemão, recebendo dois A's e um B e foi monitora.

#### Educação
Em 1982, Rowling prestou os exames da Universidade de Oxford, porém não foi aceita, e obteve o Bacharelado de artes em Francês e Estudos Clássicos na Universidade de Exeter. Martin Sorrell, professor de Francês nessa universidade, lembra-se da escritora como "uma estudante extremamente competente, que sempre usava uma jaqueta jeans e tinha um cabelo escuro e que, em termos acadêmicos, fazia o que tinha que fazer". Rowling se lembra de não ter trabalhado muito, preferindo ler Dickens e Tolkien. Como muitos adolescentes, ela se interessou pela música pop, ouvindo The Smiths e Siouxsie Sioux, cuja aparência (cabelos penteados e delineador de olhos pretos) adotou e continuou a usar ao chegar à universidade. Depois de um ano estudando em Paris, Rowling se formou em 1986 e se mudou para Londres para trabalhar como secretária e investigadora na Anistia Internacional. Em 1988, Rowling escreveu uma pequena redação sobre a época em que estudou Cultura Clássica, intitulada "What was the Name of that Nymph Again? or Greek and Roman Studies Recalled" ("Qual era o Nome daquela Ninfa Mesmo? ou Estudos Gregos e Romanos Lembrados); ela foi publicada pelo Pegasus, jornal da Universidade de Exeter.

### Inspiração e morte da mãe
Depois de trabalhar na Anistia Internacional em Londres, Rowling e seu namorado decidiram se mudar para Manchester, onde trabalhou na Câmara de Comércio. Em 1990, enquanto estava em uma viagem de trem de Manchester para Londres, a ideia da história de um jovem garoto estudando em uma escola de magia simplesmente "apareceu" em sua cabeça.
Quando chegou em seu apartamento em Clapham Junction, ela começou a escrever imediatamente. Em dezembro do mesmo ano, Anne, a mãe de Rowling, morreu depois de sofrer de esclerose múltipla por dez anos. Rowling estava escrevendo Harry Potter na época e nunca havia contado a sua mãe sobre isso. Sua morte afetou drasticamente a escrita de Rowling, e ela conectou seus sentimentos de perda com os de Harry quando escreveu detalhadamente o que ele sentia sobre a perda de seus pais no primeiro livro.

### Casamento, divórcio e maternidade

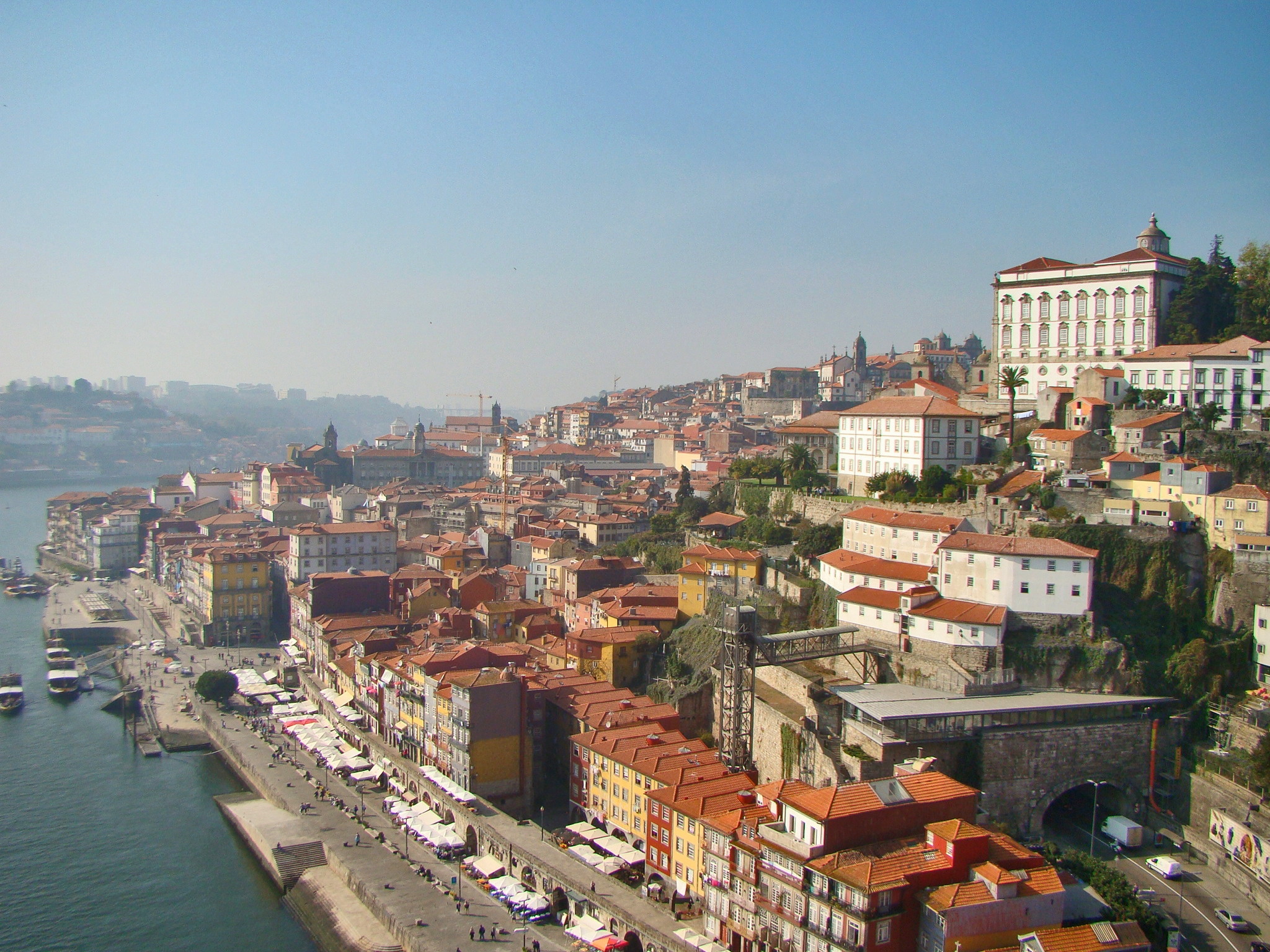
Rowling se mudou para o Porto para lecionar. Em 1993, ela retornou para o Reino Unido com sua filha

Um anúncio no The Guardian fez Rowling se mudar para o Porto, Portugal, para ensinar Inglês como língua estrangeira. Ela lecionava à noite e escrevia de dia, ouvindo o concerto para violino e orquestra de Tchaikovski. Depois de 18 meses no Porto, ela conheceu Jorge Arantes, um telejornalista português, em um bar. Casaram em 16 de outubro de 1992 e sua filha, Jessica Isabel Rowling Arantes (em homenagem a Jessica Mitford), nasceu em 27 de julho de 1993 em Portugal. Rowling havia sofrido anteriormente de um aborto espontâneo. O casal se separou em 17 de novembro de 1993. Biógrafos disseram que Rowling sofreu violência doméstica durante o casamento. Tal alegação foi posteriormente confirmada pela própria autora. Em dezembro de 1993, Rowling e sua filha, ainda bebê, se mudaram para Edimburgo, Escócia, para ficarem perto de sua irmã, tendo apenas três capítulos de Harry Potter em sua mala.
Sete anos depois de se formar na universidade, Rowling se via como um fracasso. Seu casamento havia falhado e estava desempregada com uma criança dependente, porém ela descreveu o fracasso como a chance de se concentrar totalmente em escrever. Durante esse período, Rowling foi diagnosticada com depressão e admitiu que já pensou em suicídio. Sua doença inspirou alguns personagens, como os Dementadores, criaturas sugadoras de almas introduzidas no terceiro livro. Rowling passou a depender da assistência social, descrevendo sua situação econômica como "mais pobre possível que se pode ficar na Grã-Bretanha moderna, só que eu tinha um lar".
Rowling entrou em desespero depois de saber que seu ex-marido estava na Escócia procurando por ela e sua filha. Ela obteve uma Ordem de Restrição, e Arantes retornou a Portugal, com um pedido de divórcio de Rowling em agosto de 1994. Começou um curso de formação de professores em agosto de 1995 na Moray House School of Education, na Universidade de Edimburgo, depois de completar seu primeiro romance, ainda vivendo de benefícios do Estado. Escreveu em diversos cafés, principalmente no Nicolson's Café (propriedade de seu cunhado, Roger Moore) e no Elephant House, onde ela conseguia fazer Jessica dormir. Em uma entrevista com a BBC no ano de 2001, Rowling negou os rumores de que escrevia em cafés locais para escapar de seu apartamento sem aquecimento, apontando que ele tinha tal equipamento. Na verdade, uma das razões pelas quais escrevia em cafés era que o melhor jeito de fazer sua filha dormir era levando-a para caminhar.

### Segundo casamento e família
Em 26 de dezembro de 2001, Rowling se casou com Neil Murray, um anestesista escocês, em uma cerimônia privada em sua casa. O filho do casal, David Gordon Rowling Murray, nasceu em 24 de março de 2003. Pouco tempo depois de Rowling começar a escrever Harry Potter e o Enigma do Príncipe, ela parou de trabalhar no livro para cuidar de David em sua primeira infância.
Rowling é amiga de Sarah Brown, esposa do ex-primeiro-ministro Gordon Brown, que conheceu quando colaborou em um projeto de caridade. Quando o filho de Sarah Brown, Fraser, nasceu em 2003, Rowling foi uma das primeiras pessoas a visitá-la no hospital. A filha caçula de Rowling, Mackenzie Jean Rowling Murray, a quem dedicou Harry Potter e o Enigma do Príncipe, nasceu no dia 23 de janeiro de 2005.
Em outubro de 2012, um artigo da revista The New Yorker afirmou que a família de Rowling vivia em uma casa do século XVII em Edimburgo, escondida atrás de altas sebes de conífera. Antes de outubro de 2012, Rowling morava perto do autor Ian Rankin, que mais tarde disse que ela era “muito quieta e muito introspectiva”, e que seu lugar certo era em uma sala cheia de crianças, não adultos, onde se sentia mais confortável. Desde junho de 2014, a família reside na Escócia.

## Carreira

### Harry Potter

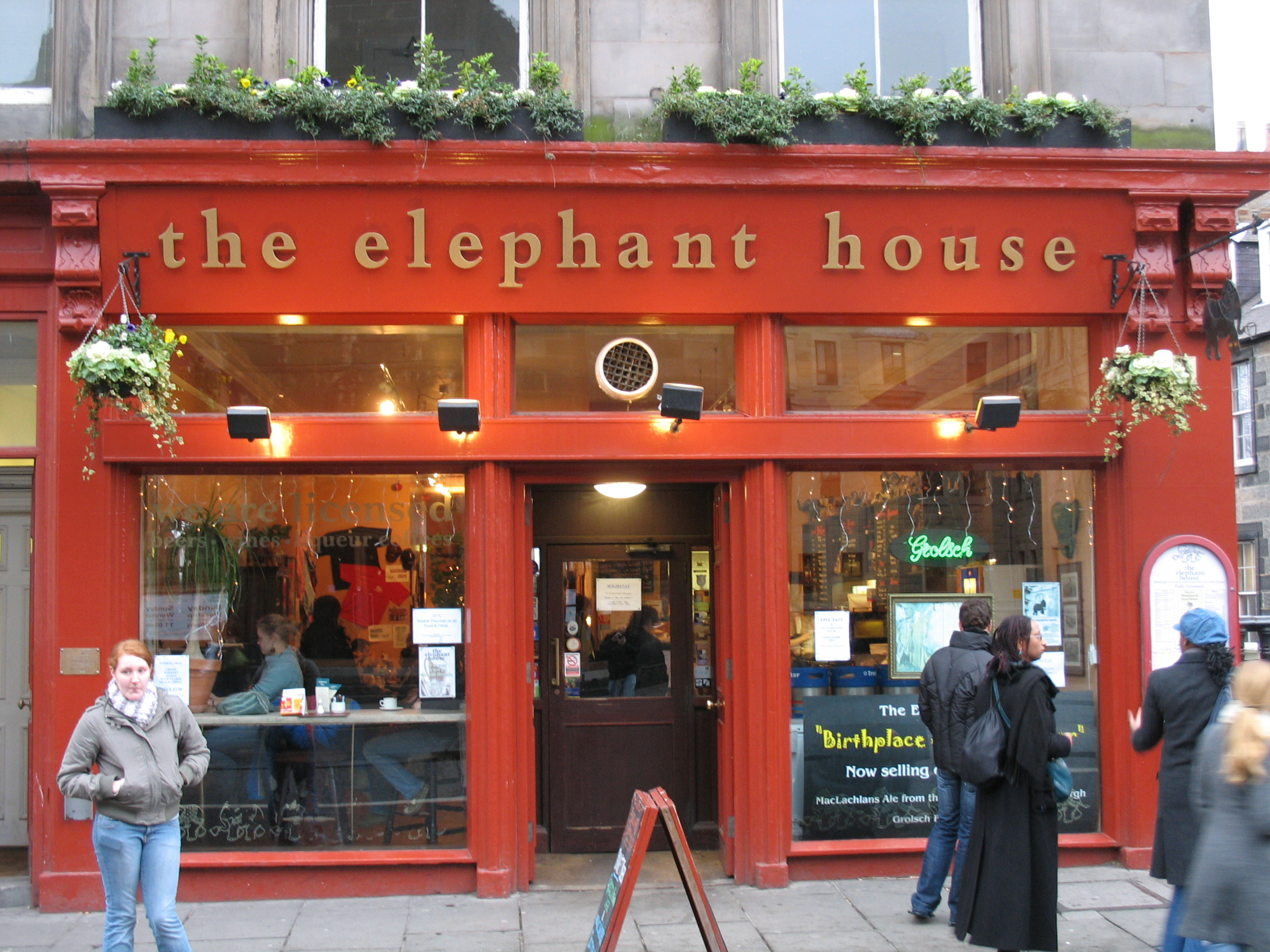
The Elephant House, um dos cafés em Edimburgo em que Rowling escreveu o primeiro livro de Harry Potter.

Em 1995, Rowling terminou seu manuscrito de Harry Potter e a Pedra Filosofal em uma velha máquina de escrever. Após a resposta entusiástica de Bryony Evens, um revisor que foi convidado a analisar os três primeiros capítulos do livro, a Christopher Little Literary Agency concordou em representar Rowling em busca de uma editora. O livro foi entregue a doze editoras, das quais todas recusaram o manuscrito. Um ano depois, ela finalmente recebeu sinal verde (e 1500 libras de adiantamento) do editor Barry Cunningham da Bloomsbury, uma editora de Londres. A decisão de publicar o livro de Rowling se deve muito a Alice Newton, a filha de oito de anos do presidente da editora, que leu o primeiro capítulo e imediatamente exigiu o segundo a seu pai. Embora a Bloomsbury tenha concordado em publicar o livro, Cunningham disse que aconselhou Rowling a procurar um emprego, já que as chances de conseguir dinheiro através de um livro infantil eram mínimas. Logo depois, em 1997, Rowling recebeu uma concessão de 8 mil libras da Scottish Arts Council para continuar escrevendo a série.
Em junho de 1997, a Bloomsbury publicou A Pedra Filosofal com uma impressão inicial de mil cópias, sendo que 500 delas foram distribuídas em bibliotecas. Hoje em dia, tais cópias são avaliadas entre 16 e 25 mil libras. Cinco meses mais tarde, o livro ganhou seu primeiro prêmio, um Nestlé Smarties Book Prize. Em fevereiro, o romance ganhou o British Book Awards na categoria de Livro Infantil do Ano, e mais tarde, o Children's Book Award. Em meados de 1998, um leilão foi realizado nos Estados Unidos para vender os direitos de publicação do livro, ganho pela Scholastic Inc., por US$ 105 000. Rowling disse que "quase morreu" quando ouviu a novidade. Em outubro de 1998, a Scholastic publicou A Pedra Filosofal nos Estados Unidos sob o título de Harry Potter and the Sorcerer's Stone (Harry Potter e a Pedra do Feiticeiro), uma mudança que Rowling diz se arrepender de ter feito e que teria tentado alterar se estivesse em uma posição melhor na época. Rowling mudou-se de seu apartamento com o dinheiro da Scholastic para 19 Hazelbank Terrace, em Edimburgo.
Sua sequela, Harry Potter e a Câmara Secreta, foi publicada em julho de 1998 e permitiu que Rowling ganhasse outro Nestlé Smarties Prize. Em dezembro de 1999, o terceiro livro, Harry Potter e o Prisioneiro de Azkaban, ganhou o mesmo prêmio, fazendo de Rowling a primeira pessoa a ganhar três vezes seguidas. Ela então retirou o quarto livro de Harry Potter da disputa para permitir que outros livros tivessem uma oportunidade justa. Em janeiro de 2000, o Prisioneiro de Azkaban ganhou o Whitbread Children's Book of the Year, embora tenha perdido o prêmio de livro do ano para a tradução de Beowulf, por Seamus Heaney.
O quarto livro, Harry Potter e o Cálice de Fogo, foi lançando simultaneamente no Reino Unido e nos Estados Unidos no dia 8 de julho de 2000 e teve vendagem recorde em ambos os países. Cerca de 372 775 cópias do livro foram vendidas no primeiro dia no Reino Unido, quase se igualando ao número de vendas de O Prisioneiro de Azkaban durante seu primeiro ano. Nos Estados Unidos, o livro vendeu três milhões de cópias em suas primeiras 48 horas, quebrando todos os recordes. Rowling disse que teve uma crise enquanto escrevia o romance e teve que reescrever um capítulo inúmeras vezes para consertar um problema com a trama. Rowling foi nomeada Autora do Ano de 2000 pela British Book Awards.
Um espaço de tempo de três anos ocorreu entre o lançamento de O Cálice de Fogo e o quinto romance da série, Harry Potter e a Ordem da Fênix. Esse intervalo levou a imprensa a especular que Rowling havia desenvolvido bloqueio criativo, rumores que ela negou. Mais tarde, Rowling disse que escrever o livro foi um biscate, que poderia ter sido mais curto e que estava ficando sem tempo e energia enquanto tentava terminá-lo.
O sexto livro, Harry Potter e o Enigma do Príncipe, foi lançado em 16 de julho de 2005. O romance também quebrou recordes de vendas, vendendo nove milhões de cópias nas primeiras 24 horas de lançamento. Em 2006, O Enigma do Príncipe recebeu o prêmio de Livro do Ano no British Book Awards.

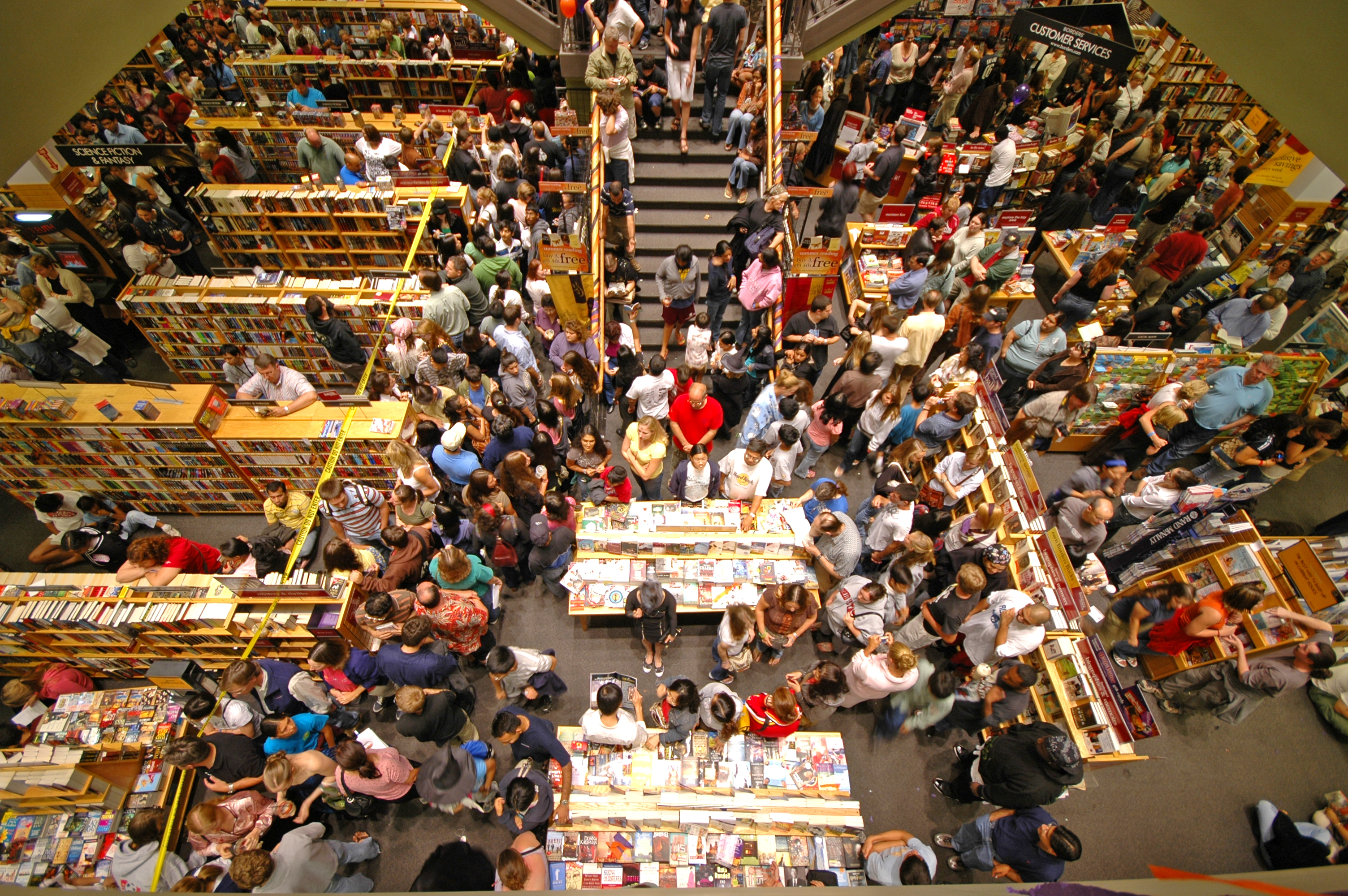
Fila de compra do último livro de Harry Potter

O título do sétimo e último livro de Harry Potter foi anunciado em 21 de dezembro de 2006 como Harry Potter e as Relíquias da Morte. Em fevereiro de 2007, foi relatado que Rowling escreveu em um busto de Hermes em seu quarto no Hotel Balmoral que havia terminado o sétimo livro naquele cômodo em 11 de janeiro de 2007. Harry Potter e as Relíquias da Morte foi lançado no dia 21 de julho de 2007 (0h01 BST) e quebrou os recordes de todos os seus antecessores como o livro mais vendido de todos os tempos. Vendeu 11 milhões de cópias no primeiro dia de lançamento no Reino Unido e nos Estados Unidos. O último capítulo do livro foi uma das primeiras coisas da série que ela escreveu.
Harry Potter é agora uma marca global com um valor estimado em 15 bilhões de dólares, e, a partir do Cálice de Fogo, vem definindo recordes consecutivamente como os livros mais vendidos da história. A série, com um total de 4 195 páginas, foi traduzida, ao todo ou em parte, para 65 línguas.
Os livros de Harry Potter também ganharam reconhecimento por despertar um interesse na leitura entre os jovens na época em que as crianças são ensinadas a abandonar os livros por computadores e televisões, embora seja relatado que, apesar da enorme absorção dos livros, os adolescentes continuam a recusar a leitura.

#### Filmes deHarry Potter
Em outubro de 1998, a Warner Bros. comprou os direitos para os filmes dos dois primeiros livros por uma quantia de sete dígitos. A adaptação de Harry Potter e a Pedra Filosofal foi lançada em 16 de novembro de 2001 e Harry Potter e a Câmara Secreta em 15 de novembro de 2002. Ambos os filmes foram dirigidos por Chris Columbus. A versão cinematográfica de Harry Potter e o Prisioneiro de Azkaban foi lançada no dia 4 de junho de 2004 e dirigida por Alfonso Cuarón. O quarto filme, Harry Potter e o Cálice de Fogo foi dirigido por Mike Newell e lançado em 18 de novembro de 2005. Harry Potter e a Ordem da Fênix foi estreado em 11 de julho de 2007. David Yates dirigiu e Michael Goldenberg escreveu o roteiro, tendo assumido a posição de Steven Kloves. Harry Potter e o Enigma do Príncipe teve sua data de estreia em 15 de julho de 2009. David Yates dirigiu novamente e Kloves voltou a escrever o roteiro. A Warner Bros. filmou o episódio final da série, Harry Potter e as Relíquias da Morte, em duas partes, com a parte um sendo lançada em 19 de novembro de 2010 e a parte dois em 15 de julho de 2011. Yates dirigiu ambos os filmes.
A Warner Bros. levou em consideração os desejos de Rowling ao elaborar seu contrato. Uma de suas principais condições era que todo o elenco fosse britânico, que foi atendida. Rowling também exigiu que a Coca-Cola, a empresa que promovia os filmes nos produtos, doasse 18 milhões de dólares para a Reading Is Fundamental, uma instituição de caridade americana, e também para vários outros programas comunitários.
O primeiro, o sexto, o sétimo e o oitavo filmes foram escritos por Steve Kloves; Rowling auxiliou-o no processo de escrita para assegurar que os roteiros não comprometessem os livros futuros da série. Ela contou a Alan Rickman (Severo Snape) e Robbie Coltrane (Rúbeo Hagrid) alguns segredos sobre seus personagens que ainda não haviam sido revelados nos livros. Daniel Radcliffe (Harry Potter) perguntou-lhe se Harry morria em algum momento da série, Rowling respondeu que sim, dizendo "Você tem uma cena de morte", não respondendo explicitamente a pergunta. Steven Spielberg recebeu a proposta de dirigir o primeiro filme, porém desistiu. A imprensa tem afirmado repetidamente que Rowling teve algo a ver com sua desistência, porém ela declarou que não tinha voz em quem dirigia os filmes e que não teria vetado Spielberg. A primeira escolha de Rowling para diretor foi Terry Gilliam, membro da Monty Python, porém a Warner Bros. queria alguém familiar e escolheu Columbus.
Rowling ganhou certo controle criativo nos filmes, revisando os roteiros e atuando como produtora nas duas partes de As Relíquias da Morte.
Rowling e os produtores David Heyman e David Barron, junto com os diretores David Yates, Mike Newell e Alfonso Cuarón, receberam um BAFTA por Melhor Contribuição Britânica para o Cinema em 2011, em homenagem à franquia de filmes de Harry Potter.
Em setembro de 2013, a Warner Bros. anunciou uma "parceria criativa" com Rowling, baseada em uma série de filmes sobre Newt Scamander, autor de Animais Fantásticos e Onde Habitam. O primeiro filme, escrito por Rowling, foi lançado em novembro de 2016 e tem seus acontecimentos 70 anos antes dos eventos da série principal. Em 2016, foi anunciado que a série consistiria em cinco filmes, com o segundo programado para ser lançado em novembro de 2018.

### Sucesso financeiro
Em 2004, a Forbes nomeou Rowling como a primeira pessoa a se tornar bilionária somente escrevendo livros, a segunda mulher mais rica do entretenimento (a primeira na Grã-Bretanha) e a 1062ª pessoa mais rica do mundo. Rowling contestou os cálculos e disse que tinha muito dinheiro, porém que não era bilionária. A Lista dos Ricos do Jornal Sunday Times de 2016 estimou a fortuna de Rowling em 600 milhões de libras, classificando-a como a 197ª pessoa mais rica do Reino Unido. Em 2012, a Forbes retirou Rowling da lista de mais ricos, afirmando que seus 160 milhões de dólares doados para caridade e a alta taxa de impostos no Reino Unido apontavam que ela não era mais uma bilionária. Em fevereiro de 2013 ela foi avaliada como a 13ª mulher mais poderosa do Reino Unido pela Woman's Hour na BBC Radio 4.
Em 2001, Rowling comprou a Killiechassie House, uma casa do século XIX, nas margens do Rio Tay, perto de Aberfeldy, em Perth and Kinross, por uma fortuna de aproximadamente 1,5 milhão de libras esterlinas. Uma casa georgiana de 4,5 milhões de libras, em Kensington, oeste de Londres, em uma rua com segurança 24 horas, também pertence a Rowling.

### Morte Súbita
Em julho de 2011, Rowling saiu da empresa de seu agente, Christoper Little, e se mudou para uma nova agência fundada por um de seus funcionários, Neil Blair. Em 23 de fevereiro de 2012, sua agência, a Blair Partnership, anunciou no próprio website que Rowling lançaria um novo livro, dessa vez tendo os adultos como público-alvo. Em um comunicado de imprensa, Rowling disse que o novo livro seria bem diferente de Harry Potter. Em abril de 2012, Little, Brown and Company anunciou que o livro era intitulado Morte Súbita e que seria lançado em 27 de setembro de 2012. Rowling deu várias entrevistas e fez aparições para promover o livro, incluindo no Southbank Centre, em Londres, no Festival Literário de Cheltenham, no programa Charlie Rose e no Lennoxlove Book Festival. Em suas três primeiras semanas de lançamento, Morte Súbita vendeu pouco mais de 1 milhão de cópias ao redor do mundo.
Em 3 de dezembro de 2012, foi anunciado que a BBC estaria adaptando Morte Súbita para uma minissérie dramática de televisão. O agente de Rowling, Neil Blair, atuou como produtor e Rick Senat como produtor executivo através de sua produtora independente. Rowling colaborou na adaptação, trabalhando como produtora executiva da série. A minissérie teve três partes e foi ao ar de 15 de fevereiro a 1 de março de 2015.

### Cormoran Strike
Ao longo dos anos, Rowling frequentemente falava sobre sobre escrever um romance policial. Em 2007, durante o Festival Internacional do Livro de Edimburgo, o escritor Ian Rankin afirmou que sua esposa viu Rowling "rabiscando" um livro policial em um café. Mais tarde, Rankin retraiu a história, dizendo que foi uma brincadeira, porém o rumor persistiu, com uma notícia do The Guardian especulando que o próximo livro de Rowling seria um romance policial. Em uma entrevista com Stephen Fry em 2005, Rowling afirmou que preferiria escrever quaisquer livros futuros sob um pseudônimo, porém ela reconheceu que se fizesse isso, a imprensa provavelmente iria "descobrir em questão de segundos".
Em abril de 2013, Little Brown publicou O Chamado do Cuco, o suposto romance de estreia do escritor Robert Galbraith, que a editora descreveu como "um ex-militar da Polícia Real que havia deixado o cargo em 2003 para trabalhar na indústria de segurança civil". O livro, que conta a história de Cormoran Strike, um detetive particular que desvenda o suposto suicídio de uma supermodelo, vendeu 1500 cópias em capa dura (embora a notícia só tenha sido revelada em 21 de julho de 2013; mais tarde, jornais afirmaram que esse número era o número de cópias que foram impressas no primeiro lote, enquanto o número de vendas totais tenha sido de aproximadamente 500). O livro recebeu elogios de outros autores de romance policial e críticas: uma análise da Publishers Weekly chamou o livro de uma "estréia brilhante", enquanto a seção de mistério do Library Journal's se referiu ao romance como "a estréia do mês".
India Knight, uma escritora e colunista da The Sunday Times, tuitou em 9 de julho de 2013 que leu O Chamado do Cuco e que era muito bom para um romance de estreia. Em resposta, uma tuitadora chamada Jude Callegari disse que Rowling era a escritora do livro. Knight notificou Richard Brooks, diretor de artes do Sunday Times e ele começou sua própria investigação. Depois de descobrir que Rowling e Galbraith tinham o mesmo agente e editor, ele enviou os livros para uma análise linguística e achou os resultados muito parecidos, e subsequentemente contatou o agente de Rowling, que confirmou que Galbraith é um pseudônimo de Rowling. Poucos dias depois de Rowling ter sido revelada como a autora, as vendas do livro cresceram em 4 000%, e Little Brown imprimiu outras 140 000 cópias para atender ao aumento da demanda. Em 18 de junho de 2013, uma cópia autografada da primeira versão foi vendida por US$ 4 453 (R$ 13 881), enquanto uma cópia não vendida, também autografada, estava sendo oferecida por US$ 6 188 (R$ 19 290).
Rowling disse que gostou de trabalhar sob um pseudônimo. No site de Robert Galbraith, Rowling explicou que pegou o nome de um de seus heróis pessoais, Robert Kennedy, e de um nome que havia inventado para si mesma quando criança, Ella Galbraith.
Após a revelação, Brooks ponderou se Jude Callegari era Rowling dando um golpe publicitário. Alguns também observaram que muitos dos escritores que haviam inicialmente elogiado o livro, como Alex Gray e Val McDermid, estavam dentro do círculo de conhecidos de Rowling; ambos negaram veementemente qualquer conhecimento prévio da autoria de Rowling. Judith "Jude" Callegari era a melhor amiga da esposa de Chris Gossage, um sócio da empresa de advocacia Russells Solicitors, representantes legais da escritora. Rowling declarou que estava desapontada e brava; a Russells se desculpou pelo vazamento, confirmando que não era parte de um golpe publicitário e que "eles revelaram confidencialmente para alguém em que ele [Gossage] confiava extremamente". Após um processo judicial contra a empresa, Russells realizou uma 'doação substancial' beneficente à ONG Soldiers' Charity, dedicada a atender soldados reformados ou feridos em combate e suas famílias. Em 26 de novembro de 2013, Christopher Gossage foi multado em £ 1 mil (cerca de RS 3,8 mil) e também sofreu uma advertência da Solicitors Regulation Authority, uma agência reguladora de direito britânico, por quebrar o sigilo de um cliente.
Em 17 de fevereiro de 2014, Rowling anunciou que o segundo romance de Cormoran Strike, intitulado O Bicho-da-Seda, seria lançado em junho de 2014. Nele, Strike investiga o desaparecimento de um escritor odiado por muitos de seus velhos amigos por tê-los insultado em seu novo livro.
Em 2005, Rowling afirmou no website de Galbraith que o terceiro livro de Cormoran Strike incluiria "uma quantidade insana de planejamento, muito mais do que já fiz por qualquer outro livro que eu tenha escrito até agora. Eu tenho planilhas codificadas por cores, então posso me localizar em qualquer lugar que eu estiver indo". Em 24 de abril de 2015, a autora afirmou que o terceiro livro estava pronto. Intitulado Vocação Para o Mal, o livro foi lançado no dia 20 de outubro de 2015 nos Estados Unidos e em 22 de outubro no Reino Unido.
Em 2017, a BBC lançou uma série de televisão baseada nos livros de Cormoran Strike, estrelando Tom Burke como Cormoran Strike. A HBO comprou os direitos de distribuição nos Estados Unidos e no Canadá.
Rowling confirmou que lançaria o quarto livro da série em meados de 2017. Em março de 2017, Rowling revelou o título do romance através de um "jogo da forca" no Twitter. Após diversas tentativas, seus seguidores acertaram e ela confirmou que o livro se chama Lethal White (Branco Letal, em tradução livre).

### Sequelas deHarry Potter
Rowling disse que era improvável que escrevesse mais livros para a série Harry Potter. Em outubro de 2007, ela afirmou que seu futuro trabalho provavelmente seria fora do gênero de fantasia. Em 1 de outubro de 2010, em uma entrevista com Oprah Winfrey, Rowling disse que "poderia certamente escrever um oitavo, nono ou décimo [livro]", e acrescentou "não vou dizer que não vou [escrever um próximo livro]".
Em 2007, Rowling declarou que planejava escrever uma enciclopédia do mundo mágico de Harry Potter, consistindo em vários materiais e notas inéditos. Qualquer lucro ganho de tal livro seria doado para a caridade. Durante uma coletiva de imprensa no Teatro Dolby em 2007, Rowling, quando perguntada se a enciclopédia estava chegando, disse, "Ela não está chegando e nem comecei a escrevê-la ainda. Eu nunca disse que seria a próxima coisa que faria". No final de 2007, Rowling disse que a enciclopédia poderia levar dez anos para ser concluída.
Em junho de 2011, Rowling anunciou que todos os projetos futuros e downloads eletrônicos de Harry Potter estariam concentrados em um website novo, chamado Pottermore. O site inclui 18 000 palavras sobre informações de personagens, lugares e objetos do universo de Harry Potter.
Em outubro de 2015, Rowling anunciou pelo Pottermore que uma peça teatral de duas partes intitulada como Harry Potter e a Criança Amaldiçoada, criada por Jack Thorne, John Tiffany e ela, era a "oitava história de Harry Potter" e teria seu foco na vida do filho caçula de Harry, Alvo, depois do epílogo de Harry Potter e as Relíquias da Morte. Em 28 de outubro de 2015, o primeiro lote de ingressos da peça se esgotou em poucas horas.

## Filantropia
Em 2000, Rowling oficializou o Volant Charitable Trust, que utiliza o seu orçamento anual de £ 5,1 milhões para combater a pobreza e a desigualdade social. O fundo também doa a organizações que cuidam de crianças, famílias monoparentais e pesquisas de esclerose múltipla.

### Antipobreza e bem-estar infantil
Rowling, que já foi mãe solteira, agora é presidente da instituição de caridade Gingerbread (originalmente One Parent Families), tornando-se a primeira Embaixadora do projeto em 2000. Rowling ajudou Sarah Brown escrever um livro de histórias infantis para apoiar a One Parent Families.
Em 2001, a organização britânica de caridade Comic Relief pediu a três autores best-sellers britânicos — Delia Smith, Helen Fielding e Rowling — para escreverem livretes relacionados a suas obras mais famosas que serviriam para angariação de fundos. Os dois livretes de Rowling, Animais Fantásticos e Onde Habitam e Quadribol Através dos Séculos, são cópias dos livros encontrados na biblioteca de Hogwarts. Desde que começaram a ser vendidos em março de 2001, os livros arrecadaram £ 15,7 milhões para o fundo. Os £ 10,8 milhões arrecadados fora do Reino Unido foram direcionados para a International Fund for Children and Young People in Crisis. Em 2002, Rowling contribuiu com o prefácio de Magic, uma antologia de ficção da Bloomsbury Publishing, para ajudar a arrecadar dinheiro para o National Council for One Parent Families.
Em 2005, Rowling e a eurodeputada Emma Nicholson fundaram o Children's High Level Group (agora Lumos). Em janeiro de 2006, Rowling foi a Bucareste para ressaltar o uso de camas com grades em instituições psiquiátricas infantis. Para um apoiar ainda mais a CHLG, Rowling leiloou um dos sete manuscritos e cópias ilustradas de Os Contos de Beedle, o Bardo, um livro com uma série de contos citado em Harry Potter e as Relíquias da Morte. O livro foi comprado por £ 1,95 milhão pela Amazon.com em 13 de dezembro de 2007, tornando-se o livro moderno mais caro já vendido em um leilão. Rowling deu as outras seis cópias para pessoas próximas que têm uma forte ligação com os livros de Harry Potter. Em 2008, Rowling concordou em publicar o livro e doar os lucros para a Lumos. Em 1 de junho de 2010 (Dia Internacional das Crianças), a Lumos lançou uma campanha chamada “Light a Birthday Candle” (Acenda uma Vela de Aniversário, em tradução literal). Em novembro de 2013, Rowling doou todos os ganhos de Os Contos de Beedle, o Bardo, que totalizaram cerca de 19 milhões de libras.
Em julho de 2012, Rowling participou da cerimônia de abertura dos Jogos Olímpicos de Verão de 2012 em Londres, onde leu algumas linhas de Peter Pan, de J. M. Barrie, como parte de um tributo ao Hospital Infantil Great Ormond Street. Um boneco inflável de Lord Voldemort e de outros personagens da literatura infantil acompanharam sua leitura.

### Esclerose múltipla
Rowling contribuiu financeiramente e apoiou pesquisas e tratamentos de esclerose múltipla, doença que causou a morte de sua mãe em 1990. Em 2006, Rowling contribuiu com uma grande quantia adicional para a criação do novo Centro de Medicina Regenerativa da Universidade de Edimburgo, mais tarde nomeado Clínica de Neurologia Regenerativa Anne Rowling. Em 2010 ela doou mais £ 10 milhões para o centro. Por razões desconhecidas, a Escócia, país onde Rowling passou parte de sua infância, tem o maior número de casos de esclerose múltipla do mundo. Em 2003, Rowling participou de uma campanha para estabelecer um padrão nacional de cuidados com os sofredores de EM. Em abril de 2009, ela anunciou que estava deixando de apoiar a Multiple Sclerosis Society Scotland, afirmando que a instituição estava sendo dividida por uma briga interna.

### Outros trabalhos filantrópicos
Em maio de 2008, a livraria Waterstones convidou Rowling e outros 12 escritores (Sebastian Faulks, Doris Lessing, Lisa Appignanesi, Margaret Atwood, Lauren Child, Richard Ford, Neil Gaiman, Nick Hornby, Michael Rosen, Axel Scheffler, Tom Stoppard e Irvine Welsh) a escreverem uma conto curto de sua própria escolha em um único papel A5, que seria então vendido em leilão para contribuir com as instituições Dyslexia Action e English PEN. A contribuição de Rowling foi uma prequela de Harry Potter de 800 palavras que contava sobre o pai de Harry, Tiago Potter, e seu padrinho, Sirius Black, e acontece três anos antes de Harry nascer. Os contos foram colecionados e vendidos para a caridade em forma de livro em agosto de 2008.
Nos dias 1 e 2 de agosto de 2006, ela, junto com Stephen King e John Irving, leram e responderam perguntas dos fãs no Radio City Music Hall. A renda do evento foi doada para a ONG Médicos sem Fronteiras e para a Instituição The Haven, um fundo de caridade que ajuda artistas incapazes de trabalhar. Em maio de 2007, Rowling doou mais de £ 250 000 para uma instituição criada pelo tabloide News of the World, que zelava o retorno seguro de uma jovem britânica, Madeleine McCann, que desapareceu em Portugal. Rowling, junto com Nelson Mandela, Al Gore e Alan Greenspan, escreveu uma introdução para uma coleção de discursos de Gordon Brown, cujos ganhos foram doados para o Jennifer Brown Research Laboratory. Depois de ser revelada como a verdadeira escritora de O Chamado do Cuco, as vendas do livros cresceram massivamente e ela anunciou que iria doar todos os lucros para a Army Benevolent Fund, alegando que sempre teve a intenção de, porém não esperava que o livro iria se torna um best-seller.
Rowling é membro tanto da English PEN quanto da Scottish PEN. Foi uma de 50 escritores a contribuir para o First Edition, Seconds Thoughts, um leilão de caridade da English PEN. Cada escritor escreveu à mão uma cópia da primeira edição de um de seus livros, no caso de Rowling, Harry Potter e a Pedra Filosofal. O livro foi o lote do evento que obteve mais lucro: £ 150 000.
Rowling apoia The Shannon Trust, que executa o Toe by Toe Reading Plan e o Shannon Reading Plan em presídios de toda a Grã-Bretanha, ajudando e dando tutoria a presos analfabetos.

## Influências
Rowling declarou que a comunista e ativista dos direitos civis Jessica Mitford é sua escrita mais influente, dizendo, "Jessica Mitford tem sido minha heroína desde os meus 14 anos de idade, quando entreouvi minha formidável tia avó discutindo sobre como Mitford havia fugido aos 19 anos para lutar com os comunistas na Guerra Civil Espanhola", e afirma que o que a inspira em Mitford é que ela era "incurável e instintivamente rebelde, valente, aventureira, engraçada e irreverente, ela adorava uma boa briga, de preferência contra alguém pomposo e hipócrita". Rowling citou que Jane Austen era sua escritora favorita, declarando Emma como seu livro preferido em O, The Oprah Magazine. Rowling disse que suas primeiras influências quando criança eram O Leão, a Feiticeira e o Guarda-Roupa, por C. S. Lewis, O Cavalinho Branco, por Elizabeth Goudge e Manxmouse, por Paul Gallico.

## Opiniões e controvérsias

### Política
Rowling é conhecida por ter um ponto de vista político de esquerda. Em setembro de 2008, na véspera da Labour Party Conference, Rowling anunciou que havia doado £ 1 milhão a Labour Party e apoiou publicamente o primeiro-ministro Gordon Brown do partido Trabalhista britânico, elogiando as políticas trabalhistas sobre a luta contra a pobreza infantil. Rowling é uma amiga intima de Sarah Brown, esposa de Gordon Brown, que conheceu quando colaborou em um projeto para a One Parent Families.
Rowling discutiu a eleição presidencial dos Estados Unidos de 2008 com o jornal espanhol El País em fevereiro de 2008, afirmando que a eleição teria um efeito profundo sobre resto do mundo. Também disse que Barack Obama e Hillary Clinton seriam "extraordinários" na Casa Branca. Na mesma entrevista, Rowling identificou Robert F. Kennedy como seu herói.
Em abril de 2010, Rowling publicou um artigo no The Times, em que critica o plano de David Cameron em encorajar casais casados a continuarem juntos, oferecendo-lhes uma dedução de 150 libras anuais: "Ninguém que tenha experimentado a realidade da pobreza pode dizer 'não é o dinheiro, é a mensagem'. Quando invadem seu apartamento para roubar e você não pode pagar um chaveiro, é o dinheiro. Quando te faltam dois pence para comprar uma lata de feijão e seu filho passa fome, é o dinheiro. Quando você pensa em roubar fraldas em uma loja, é o dinheiro".
Como uma residente escocesa, Rowling tinha direito de votar no referendo sobre a independência da Escócia em 2014, e fez uma campanha pelo voto "Não". Ela doou 1 milhão de libras para a Better Together, uma campanha contra a independência (dirigida por sua ex-vizinha Alistair Darling). Em uma postagem em seu site, Rowling afirmou que se preocupou ao ver a carta aberta das cinco escolas de medicina da Escócia apontando vários problemas sobre os planos de independência do Primeiro-Ministro Alex Salmond. Rowling comparou alguns nacionalistas escoceses com os Comensais da Morte, personagens de Harry Potter que não mostram piedade com quem não tem sangue-puro.
Em 22 de outubro de 2015, uma carta assinada por Rowling e outras 150 pessoas foi publicada no The Guardian, onde mostrava sua oposição ao boicote cultural de Israel e anunciava a criação de uma rede de conversação, chamada Culture for Coexistence. Mais tarde, Rowling explicou sua posição mais detalhadamente, dizendo que apesar de se opor à maioria das ações de Benjamin Netanyahu, ela não achou que o boicote cultural levaria à remoção do líder de Israel ou ajudaria a melhorar a situação em Israel e na Palestina.
Em junho de 2016, Rowling fez campanha contra a saída do Reino Unido da União Europeia, declarando em seu site: "Eu sou um produto mestiço deste continente europeu e sou uma internacionalista. Eu fui criada por uma mãe francófila, cuja família se orgulhava de sua parte francesa. Meus ancestrais franceses viveram na província problemática da Alsácia, que passou centenas de anos sendo anexada pela Alemanha e pela França. Eu morei na França e em Portugal, estudei francês e alemão. Eu amo ter essas múltiplas conexões e associações culturais. Elas me fazem mais forte, não mais fraca. Eu me exulto em associação com as culturas dos meus colegas europeus. Meus valores não estão contidos ou proscritos por fronteiras. A ausência de um visto quando eu cruzo países tem um valor simbólico para mim. Talvez eu não esteja em minha casa, mas eu ainda estou em minha cidade-natal".

### Religião
Ao longo dos anos, alguns religiosos, particularmente os cristãos, condenaram os livros de Rowling por supostamente promover bruxaria. Rowling se identifica como cristã, e participava de uma congregação da Igreja da Escócia enquanto escrevia Harry Potter. Sua filha mais velha, Jessica, foi batizada lá. Uma vez ela disse: "Eu acredito em Deus, não em magia", pois acreditava que se os leitores soubessem de suas crenças cristãs, seriam capazes de profetizar seu enredo.
Em 2007, Rowling disse que foi educada na Igreja Anglicana. Declarou que era a única de sua família que ia regularmente à Igreja. Quando entrou para a escola, a escritora ficou irritada com a "presunção de pessoas religiosas" e passou a adorar com menos frequência. Mais tarde, ela começou a se envolver com uma igreja na Escócia.
Em uma entrevista de 2006 com a revista Tatler, Rowling esclareceu que, "como Graham Greene, minha fé é, às vezes, sobre se a minha fé irá retornar. Disse que tem lutado com a dúvida de que acredita em vida após a morte, e que sua fé desempenha um papel em seus livros. Em uma entrevista de rádio em 2012, ela disse que era membro da Igreja Episcopal Escocesa, uma província da Comunhão Anglicana.

### Imprensa
Rowling tem tido uma relação difícil com a imprensa. Ela admite ser "sensível" e não gostar da natureza versátil da reportagem. Rowling contesta sua reputação como uma reclusa que odeia ser entrevistada.
Até 2011, Rowling já havia processado a imprensa mais de 50 vezes. No mesmo ano, a Press Complaints Commission confirmou uma queixa da autora sobre uma série de fotografias não-autorizadas dela com sua filha em uma praia de Maurício publicada na revista OK!. Em 2007, o filho caçula de Rowling, David, auxiliado pela escritora e seu marido, perdeu uma briga judicial para banir a publicação de uma fotografia dele. A foto, tirada por um fotógrafo usando lentes de longo alcanço, foi subsequentemente publicada em um artigo da Sunday Express sobre a família e maternidade de Rowling. O julgamento foi anulado em favor de David em maio de 2008.
Rowling particularmente não gosta do tabloide britânico Daily Mail. Como um jornalista escreveu: "O tio de Harry, Válter, é um burguês grotesco com tendências violentas que tem um cérebro notavelmente pequeno. Não é difícil adivinhar qual jornal Rowling o dá para ler [em O Cálice de Fogo]". Em janeiro de 2014, ela pediu indenizações ao Daily Mail por calúnia sobre um artigo a respeito da época que era mãe solteira. Alguns especularam que o relacionamento tenso de Rowling com a imprensa foi a grande inspiração por trás da personagem Rita Skeeter, uma jornalista fofoqueira que teve sua primeira aparição em O Cálice de Fogo, porém Rowling disse em 2000 que a personagem já havia sido criada antes de sua ascensão à fama.
Em setembro de 2011, Rowling foi nomeada "testemunha principal" no Leveson Inquiry por ser uma de dezenas de celebridades suspeitas de terem tido o telefone grampeado. No dia 24 de novembro de 2011, Rowling apresentou provas antes do inquérito; embora já houvesse sido comprovado que seu telefone não havia sido hackeado, seu testemunho incluía relatos de fotógrafos acampando em sua porta (que conseguiram o endereço após um jornalista se ter disfarçado de um fiscal e enganado seu marido), ela perseguindo um jornalista uma semana após dar à luz, um jornalista deixando um bilhete dentro da mala de sua filha de cinco anos e uma tentativa do The Sun de "chantageá-la", querendo trocar uma foto por um manuscrito roubado. Rowling alegou que teve que se mudar de sua casa em Merchiston por conta da invasão da imprensa. Em novembro de 2012, Rowling escreveu um artigo para o The Guardian respondendo a decisão de David Cameron de não implementar as recomendações do inquérito de Leveson, dizendo que se sentiu "enganada e brava".

### Pessoas transgênero
Desde 2019, a autora vem recebendo críticas devido a posicionamentos considerado transfóbicos. Rowling afirma que parte do ativismo transgênero tem como objetivo o apagamento do conceito de sexo, em prol do conceito de gênero, o que, de alguma forma, deixaria as mulheres cisgênero vulneráveis e destituídas de suas identidades.
Em dezembro de 2019, Rowling tuitou seu apoio a Maya Forstater, uma mulher britânica que perdeu um processo contra seu ex-empregador, o Center for Global Development, depois que seu contrato não foi renovado devido a seus comentários sobre pessoas transgênero. O tribunal decidiu que as declarações de Forstater sobre pessoas trans promoveram "um ambiente intimidador, hostil, degradante, humilhante ou ofensivo" e contrárias ao Equality Act 2010.
No dia 6 de junho de 2020, Rowling tuitou críticas à expressão "pessoas que menstruam", e afirmou que "se o sexo não é real, a realidade vivida pelas mulheres globalmente é apagada. Eu conheço e amo pessoas trans, mas apagar o conceito de sexo remove a capacidade de muitos de discutir suas vidas de forma significativa". O termo "pessoas que menstruam" é utilizado para incluir alguns homens trans e pessoas não-binárias que também menstruam. Os tuítes de Rowling foram criticados pela associação pró-LGBT americana GLAAD, que os chamou de "cruéis" e "anti-trans". Alguns membros do elenco da série de filmes Harry Potter criticaram as opiniões de Rowling ou falaram em apoio aos direitos das pessoas trans, incluindo Daniel Radcliffe, Emma Watson, Rupert Grint, Bonnie Wright, e Katie Leung, assim como o protagonista de "Fantastic Beasts" Eddie Redmayne. A atriz Noma Dumezweni (que interpretou Hermione Granger em Harry Potter e a Criança Amaldiçoada) inicialmente expressou apoio a Rowling, mas voltou atrás após a reação do público.
Em 10 de junho de 2020, Rowling publicou um texto de 3 600 palavras, no seu website, em resposta às críticas. Disse que era uma sobrevivente de violência doméstica e violência sexual, e afirmou que "Quando você abre portas de banheiros e vestiários para qualquer homem que acredita ou sente que é mulher (sic)... aí você abre a porta para todo e qualquer homem que quiser entrar", ao mesmo tempo em que afirmou que a maioria das pessoas trans era vulnerável e merecia proteção. Também escreveu que muitas mulheres consideram degradantes termos como "pessoas que menstruam".
Em várias ocasiões, Rowling foi referida como uma feminista radical trans-excludente ("TERF", na sigla em inglês), embora ela rejeite o rótulo. Rowling recebeu apoio do ator Robbie Coltrane (que interpretou Hagrid) e Brian Cox, e algumas feministas como a ativista Ayaan Hirsi Ali e a feminista radical Julie Bindel.
Em agosto de 2020, Rowling devolveu o Prêmio de Direitos Humanos Robert F. Kennedy, depois que Kerry Kennedy divulgou uma declaração expressando seu "profundo desapontamento" com os "ataques à comunidade trans", por parte de Rowling, os quais Kennedy chamou de "inconsistentes com as crenças e valores fundamentais dos Direitos Humanos RFK" e "um repúdio à visão de meu pai". Rowling afirmou que estava "profundamente entristecida" pela declaração de Kerry Kennedy, mas afirmou que nenhum prêmio a faria deixar de seguir o que diz sua consciência.
Em março de 2024, a autora foi criticada por insinuar que a queima de livros na Alemanha Nazista não tivesse atingido livros sobre a saúde de pessoas trans. O evento ocorreu em 1933 quando os nazistas atacaram o Institut für Sexualwissenschaft (Instituto para o Estudo da Sexualidade) e destruíram sua biblioteca. Quando questionada, não respondeu ao cerne da questão, desviando sua crítica para a ideia de que "pessoas trans foram as primeiras vítimas dos nazistas" ou que "toda a pesquisa sobre pessoas trans foi queimada", posições que não estavam sendo defendidas por ninguém. O comportamento da autora foi considerado negacionismo do Holocausto.

## Disputas jurídicas
Rowling, seus editores e a Time Warner, que segura os direitos cinematográficos de Harry Potter, já moveram inúmeras ações judiciais para protegerem seu copyright. A fama mundial da série Harry Potter levou ao aparecimento de muitas sequelas e outras obras derivadas não autorizadas produzidas localmente, desencadeando processos para tentar bani-las ou contê-las.
Outro tema de disputa jurídica envolve uma série de liminares obtidas por Rowling e seus editores para proibir qualquer pessoa de ler seus livros antes de seus lançamentos oficiais. A liminar irritou ativistas de liberdade de expressão e provocou debates sobre o "direito de ler".

## Prêmios e honras

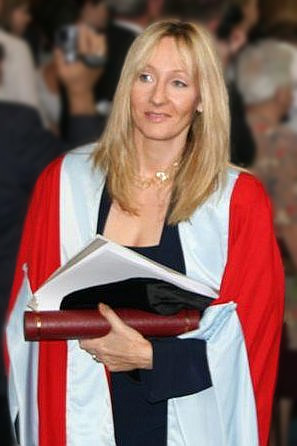
Rowling, após receber o título de doctor honoris causa da Universidade de Aberdeen

Rowling recebeu títulos de doctor honoris causa da Universidade de St Andrews, Universidade de Edimburgo, Universidade Edinburgh Napier, Universidade de Exeter (onde trabalhou), Universidade de Aberdeen, e da Universidade Harvard, onde discursou na cerimônia de abertura do ano de 2008. Em 2009, Rowling recebeu a Legião de Honra pelo presidente francês Nicolas Sarkozy.
Outros prêmios incluem:
- 1997 — Nestlé Smarties Book Prize, Medalha de Ouro por Harry Potter e a Pedra Filosofal
- 1998 — Nestlé Smarties Book Prize, Medalha de Ouro por Harry Potter e a Câmara Secreta
- 1998 — British Children's Book of the Year, venceu com Harry Potter e a Pedra Filosofal
- 1999 — Nestlé Smarties Book Prize, Medalha de Ouro por Harry Potter e o Prisioneiro de Azkaban
- 1999 — National Book Awards Children's Book of the Year, venceu com Harry Potter e a Câmara Secreta
- 1999 — Whitbread Children's Book of the Year, ganhou com Harry Potter e o Prisioneiro de Azkaban
- 2000 — British Book Awards, Escritora do Ano[85]
- 2000 — Ordem do Império Britânico, por serviços à literatura infantil[277]
- 2000 — Locus Award, ganhou com Harry Potter e o Prisioneiro de Azkaban
- 2001 — Prêmio Hugo de Melhor Romance, ganhou com Harry Potter e o Cálice de Fogo
- 2003 — Prêmios Princesa das Astúrias, Concórdia
- 2003 — Bram Stoker Awards na categoria de Melhor Livro para Leitores Jovens, ganhou com Harry Potter e a Ordem da Fênix
- 2006 — British Book of the Year, ganhou com Harry Potter e o Enigma do Príncipe
- 2007 — Blue Peter, Crachá de Ouro
- 2007 — Nomeada como a Pessoa Mais Fascinante do ano por Barbara Walters[278]
- 2008 — British Book Awards, Prêmio de Honra
- 2010 — Prêmio de literatura Hans Christian Andersen, primeira pessoa a ganhar o prêmio
- 2011 — British Academy Film Awards, Melhor Contribuição Britânica para o Cinema pela série de filmes Harry Potter, dividido com David Heyman, elenco e equipe
- 2012 — Cidadania honorária
- 2012 — Rowling estava entre os ícones culturais britânicos escolhidos pelo artista Sir Peter Blake para aparecer em uma nova versão de sua obra de arte mais famosa — a recriação da capa do álbum Sgt. Pepper's Lonely Hearts Club Band dos The Beatles — para homenagear as figuras culturas britânicas de sua vida.[279]

## Obras
A lista de obras de J. K. Rowling traz todos os livros escritos pela autora britânica.
| Ano de lançamento | Título original                                                                      | Título no Brasil                        | Título em Portugal                       | Gênero                             | Vendas                | Com adaptação          | Ref.    |
| ----------------- | ------------------------------------------------------------------------------------ | --------------------------------------- | ---------------------------------------- | ---------------------------------- | --------------------- | ---------------------- | ------- |
| 1997              | Harry Potter and the Philosopher’s Stone                                             | Harry Potter e a Pedra Filosofal        | Harry Potter e a Pedra Filosofal         | Fantasia e ficção                  | 107 milhões de cópias | Filme, 2001            | [ 280 ] |
| 1998              | Harry Potter and the Chamber of Secrets                                              | Harry Potter e a Câmara Secreta         | Harry Potter e a Câmara dos Segredos     | Fantasia e ficção                  | 60 milhões de cópias  | Filme, 2002            | [ 281 ] |
| 1999              | Harry Potter and the Prisoner of Azkaban                                             | Harry Potter e o Prisioneiro de Azkaban | Harry Potter e o Prisioneiro de Azkaban  | Fantasia e ficção                  | 55 milhões de cópias  | Filme, 2004            | [ 282 ] |
| 2000              | Harry Potter and the Goblet of Fire                                                  | Harry Potter e o Cálice de Fogo         | Harry Potter e o Cálice de Fogo          | Fantasia e ficção                  | 55 milhões de cópias  | Filme, 2005            | [ 283 ] |
| 2001              | Fantastic Beasts and Where to Find Them                                              | Animais Fantásticos e Onde Habitam      | Monstros Fantásticos e Onde Encontrá-los | Fantasia e ficção                  | —                     | Saga, 2016, 2018, 2022 | [ 284 ] |
| 2001              | Quidditch Through the Ages                                                           | Quadribol Através dos Séculos           | O Quidditch Através dos Tempos           | Fantasia e ficção                  | —                     | Não                    | [ 284 ] |
| 2003              | Harry Potter and the Order of the Phoenix                                            | Harry Potter e a Ordem da Fênix         | Harry Potter e a Ordem da Fénix          | Fantasia e ficção                  | 55 milhões de cópias  | Filme, 2007            | [ 285 ] |
| 2005              | Harry Potter and the Half-Blood Prince                                               | Harry Potter e o Enigma do Príncipe     | Harry Potter e o Príncipe Misterioso     | Fantasia e ficção                  | 65 milhões de cópias  | Filme, 2009            | [ 286 ] |
| 2007              | Harry Potter and the Deathly Hallows                                                 | Harry Potter e as Relíquias da Morte    | Harry Potter e os Talismãs da Morte      | Fantasia e ficção                  | 50 milhões de cópias  | Filmes, 2010-2011      | [ 287 ] |
| 2008              | The Tales of Beedle the Bard                                                         | Os Contos de Beedle, o Bardo            | Os Contos de Beedle, o Bardo             | Fantasia e ficção                  | —                     | Não                    | [ 288 ] |
| 2012              | The Casual Vacancy                                                                   | Morte Súbita                            | Uma Morte Súbita                         | Drama                              | —                     | Minissérie, 2015       | [ 289 ] |
| 2013              | The Cuckoo’s Calling                                                                 | O Chamado do Cuco                       | Quando o Cuco Chama                      | Romance policial                   | —                     | Série, 2017-presente   | [ 291 ] |
| 2014              | The Silkworm                                                                         | O Bicho-da-Seda                         | O Bicho-da-Seda                          | Romance policial                   | —                     | Série, 2017-presente   | [ 292 ] |
| 2015              | Career of Evil                                                                       | Vocação para o Mal                      | A Carreira do Mal                        | Romance policial                   | —                     | Série, 2017-presente   | [ 293 ] |
| 2016              | Harry Potter and the Cursed Child (conceito; escrita com Jack Thorne e John Tiffany) | Harry Potter e a Criança Amaldiçoada    | Harry Potter e a Criança Amaldiçoada     | Fantasia e ficção                  | —                     | Peça teatral           |         |
| 2018              | Lethal White                                                                         | Branco letal                            | Branco letal                             | Romance policial                   | —                     | Série, 2017-presente   | [ 291 ] |
| 2020              | The Ickabog Troubled Blood                                                           | O Ickabog Sangue Revolto                | Ickabog Sangue Revolto                   | Fantasia e ficção Romance policial |                       |                        |         |
| 2021              | The Christmas Pig                                                                    | O Porco de Natal                        | O Porquinho de Natal                     | Fantasia e ficção                  |                       |                        |         |
| 2022              | The Ink Black Heart                                                                  | O Coração de Manequim                   | O Coração de Manequim                    | Romance policial                   |                       |                        |         |
| 2023              | The Running Grave                                                                    | O Túmulo Veloz                          | O Túmulo Veloz                           | Romance policial                   |                       |                        |         |

### Por tipo
Ficções infantis
1. O Ickabog (2020)
2. Jack e o Porquinho de Natal (2021)

Ficções da série Harry Potter
1. Harry Potter e a Pedra Filosofal (1997)[294]
2. Harry Potter e a Câmara Secreta (1998)[295]
3. Harry Potter e o Prisioneiro de Azkaban (1999)[296]
4. Harry Potter e o Cálice de Fogo (2000)[297]
5. Harry Potter e a Ordem da Fênix (2003)[298]
6. Harry Potter e o Enigma do Príncipe (2005)[299]
7. Harry Potter e as Relíquias da Morte (2007)[300]

Ficções infantis relacionadas à série Harry Potter
- Animais Fantásticos e Onde Habitam (2001)[301]
- Quadribol Através dos Séculos (2001)[302]
- Os Contos de Beedle, o Bardo (2008)[303]
- Harry Potter e a Criança Amaldiçoada (sequela da série) (roteiro escrito por Jack Thorne) (2016)[304]
- Short Stories from Hogwarts of Power, Politics and Pesky Poltergeists (2016)[305]
- Short Stories from Hogwarts of Heroism, Hardship and Dangerous Hobbies (2016)[306]
- Hogwarts: An Incomplete and Unreliable Guide (2016)[307]
- Animais Fantásticos e Onde Habitam (roteiro do filme) (2016)[308]

Contos ficcionais infantis
- A Prequela de Harry Potter (2008)[309]
- Dumbledore's Army Reunites at Quidditch World Cup Final (2014)[310]

Ficções adultas
- The Casual Vacancy (Morte Súbita) (2012)

Ficções da série Cormoran Strike (como Robert Galbraith)
1. The Cuckoo's Calling (O Chamado do Cuco) (2013)[311]
2. The Silkworm (O Bicho-da-Seda) (2014)[312]
3. Career of Evil (Vocação para o Mal) (2015)[313]
4. Lethal White (Branco Letal) (2018)[162]
5. Troubled Blood (2020) Sangue Revolto (2021)
6. The Ink Black Heart (2022) "O Coração de Manequim" (2022)
7. The Running Grave (2023) " O Túmulo Veloz" (2024)

Não-ficções
- McNeil, Gil and Brown, Sarah, editores (2002) — Prefácio da antologia Magic. Bloomsbury.
- Brown, Gordon (2006) — Introdução a "Ending Child Poverty" em Moving Britain Forward. Selected Speeches 1997–2006. Bloomsbury.
- Sussman, Peter Y., editora (26 de julho de 2006) — "The First It Girl: J. K. Rowling reviews Decca: the Letters by Jessica Mitford", (em inglês). The Daily Telegraph.
- Anelli, Melissa (2008) — Prefácio de Harry, e Seus Fãs. Pocket Books.
- Rowling, J. K. (5 de junho de 2008) — "The Fringe Benefits of Failure, and the Importance of Imagination", (em inglês). Revista de Harvard.
  - J. K. Rowling, Very Good Lives: The Fringe Benefits of Failure and Importance of Imagination, ilustrado por Joel Holland, Sphere, 14 de abril de 2015, 80 páginas (ISBN 978-1-4087-0678-7).
- Rowling, J. K. (30 de abril de 2009) — "Gordon Brown – The 2009 Time 100" (em inglês). Revista Time.
- Rowling, J. K. (14 de abril de 2010) — "The Single Mother's Manifesto". (em inglês). The Times.
- Rowling, J. K. (30 de novembro de 2012) — "I feel duped and angry at David Cameron's reaction to Leveson", (em inglês). The Guardian.
- Rowling, J. K. (17 de dezembro de 2014) — Isn’t it time we left orphanages to fairytales?, (em inglês). The Guardian.
- Rowling, J. K. (editora) (28 de abril de 2014) — "Woman's Hour Takeover". (em inglês). Woman's Hour, BBC Radio 4.[314]

## Filmografia
| † | Indica obras que ainda não foram lançadas |

| Ano  | Título                                         | Ocupação  | Ocupação  | Ocupação            | Notas                                                                                  | Ref.    |
| Ano  | Título                                         | Escritora | Produtora | Produtora executiva | Notas                                                                                  | Ref.    |
| ---- | ---------------------------------------------- | --------- | --------- | ------------------- | -------------------------------------------------------------------------------------- | ------- |
| 2010 | Harry Potter e as Relíquias da Morte – Parte 1 |           | Sim       |                     | Baseado em seu romance Harry Potter e as Relíquias da Morte                            | [ 114 ] |
| 2011 | Harry Potter e as Relíquias da Morte – Parte 2 |           | Sim       |                     | Baseado em seu romance Harry Potter e as Relíquias da Morte                            | [ 114 ] |
| 2015 | The Casual Vacancy                             |           |           | Sim                 | Minissérie baseada em seu romance Morte Súbita                                         | [ 315 ] |
| 2016 | Animais Fantásticos e Onde Habitam             | Sim       | Sim       |                     | Baseado no livro suplementar da série Harry Potter, Animais Fantásticos e Onde Habitam | [ 116 ] |
| 2017 | Cormoran Strike                                |           |           | Sim                 | Em produção; série de televisão baseada em sua série de livros Cormoran Strike         | [ 316 ] |
| 2018 | Animais Fantásticos: Os Crimes de Grindelwald  | Sim       | Sim       |                     | Baseado no livro suplementar da série Harry Potter, Animais Fantásticos e Onde Habitam |         |